# Thuasne (entreprise)
Thuasne est une entreprise française de fabrication de matériel médical, principalement dans les domaines de l'orthopédie, du textile médical et du maintien à domicile.

## Historique

### Les origines
L'origine de Thuasne remonte à 1847, avec la création par Auguste Cattaert (1809-1877) à Paris de l’entreprise « Cattaert et Compagnie », spécialisée dans le commerce de rubans et articles pour chapeaux, fabriqués à Saint-Étienne. Il rencontre dans la capitale Élie Paillard, fondateur en 1852 d’une usine de textile élastique dans la Somme. En 1868, celui-ci établit une manufacture de bretelles, jarretières et jarretelles à Quevauvillers.
Gustave Cattaert (1850-1901), fils d'Auguste, succède à son père à la tête de l'entreprise. Il rachète la manufacture Paillard en 1881, et l'agrandit en 1885. À sa mort en 1901, la société passe dans la famille d'Émile Thuasne, qui a épousé en 1879 la sœur aînée de Gustave Cattaert, Louise.

### Maurice Thuasne
C'est leur fils Maurice Thuasne (1882-1976) qui prend les rênes de l'entreprise en 1901. En 1910 il s'installe à Saint-Étienne, et en 1914 il renomme la société en « Thuasne et Cie ». Dans l'entre-deux-guerres, il s'oriente vers la fabrication de tissus élastiques à usage médical, ce qui sauve l'entreprise lors de la crise des industries textiles qui a lieu alors. Il utilise le latex pour créer de nouveaux tissus élastiques, crée des marques (Biflex et Néoplastex en 1932), dépose des brevets.
Au sortir de la guerre, Maurice Thuasne travaille avec des médecins et utilise le système de conventionnements mis en place par la Sécurité Sociale pour développer ses articles et son entreprise. Il crée encore des marques (Novélastic) et des produits : ceintures lombaires, orthèses, bas de contention... et continue à moderniser les équipements.
En 1955, il cède sa place de PDG à son gendre Jean Queneau (1909-1996), mais reste son adjoint jusqu’à sa mort en 1976.

### L'ouverture à l'international
Jean Queneau dirige l'entreprise jusqu'en 1991, année durant laquelle un AVC l'oblige à quitter ses fonctions. C'est sa fille Élisabeth qui reprend alors la société.
Une première filiale internationale est créée en 1984 en Belgique, puis d'autres suivent entre 1994 et 2015 en Italie, aux Pays-Bas, en Espagne, en Tchéquie, aux États-Unis, en Hongrie, en Slovaquie, en Suède et en Algérie.
Thuasne s'étend également au travers de plusieurs acquisitions : Zimmermann en Allemagne (compression veineuse), Perez-Prim en Espagne (dispositifs orthopédiques), Vihome aux Pays-Bas (maintien à domicile), Thamërt également en Allemagne (prothèses mammaires externes), Begat et Mediband en Suède, Townsend Design et Quinn Medical aux États--Unis, et Orthotic Composites au Royaume-Uni. En 2022, Thuasne possède quinze filiales dans le monde.
En 2016, Delphine Hanton, fille d'Élisabeth Queneau, devient directrice générale adjointe de la société. Ses frère et sœur, Matthieu et Anne-Sophie Ducottet, y travaillent également ; Thuasne reste une entreprise familiale.

## Implantation
En 2022, Thuasne et ses filiales sont présentes dans 85 pays.
La production est faite sur quatorze sites industriels en Europe et aux États-Unis. Le plus grand site en Europe est situé en Roumanie. En France, c'est toujours à Saint-Étienne que se fait la plus grosse partie de la production, sur cinq sites.

## Produits
En 2022, Thuasne commercialise des produits, principalement dans le domaine médical, historiquement en orthopédie mais aussi pour lutter contre le mal de dos, les troubles veineux et les lymphœdèmes. Pour cela, il existe plusieurs gammes de produits : ceintures, orthèses, attelles, dispositifs de compression, dispositifs anti-œdème, prothèses mammaires externes.
Un autre ensemble de produits concerne le maintien à domicile, avec des aides au déplacement (cannes, déambulateurs, fauteuils roulants ou releveurs), des aides à l'hygiène corporelle (sièges de douche ou de bain, accessoires de bain, chaises de toilettes), des produits d'alitement (lits médicalisés et accessoires, coussins, matelas, oreillers).
Tous ces produits ne peuvent être vendus que par un professionnel de santé. L'entreprise a néanmoins créée une gamme d'articles de sport achetable directement par le grand public, dans les domaines de la compression, des orthèses, des sous-vêtements ainsi que des premiers soins.
Thuasne fabrique également des masques en tissu.